# STS-55
STS-55 (ang. Space Transportation System) – czternasta misja wahadłowca kosmicznego Columbia i pięćdziesiąta piąta programu lotów wahadłowców.

## Załoga
źródło
- Steven Nagel (4), dowódca (CDR)
- Terence "Tom" Henricks (2), pilot (PLT)
- Jerry Ross (4), specjalista misji 1 (MS1)
- Charles Precourt (1), specjalista misji 2 (MS2)
- Bernard Harris (1), specjalista misji 3 (MS3)
- Ulrich Walter (1), specjalista ładunku 1 (PS1) (Niemcy)
- Hans Schlegel (1), specjalista ładunku 2 (PS2) (Niemcy)

(liczba w nawiasie oznacza liczbę lotów odbytych przez każdego z astronautów)

## Parametry misji
źródło
- Masa:
  - startowa orbitera: 115 780 kg
  - lądującego orbitera: 103 055 kg
  - ładunku: 12 185 kg
- Perygeum: 304 km
- Apogeum: 312 km
- Inklinacja: 28,5°
- Okres orbitalny: 90,7 min

## Cel misji
Misja naukowa z laboratorium Spacelab D-2.